# Комунистички тероризам
Комунистички тероризам је тероризам који се спроводи од стране појединаца или група које се везују за комунизам и сродне идеологије, као што су лењинизам, марксизам-лењинизам, троцкизам, титоизам и маоизам. Историјски гледано, комунистички тероризам је понекад имао облик тероризма који је спонзорисала држава, а подржавале су га комунистичке државе као што су Совјетски Савез , Кина, Северна Кореја и Камбоџа. Поред тога, недржавни актери као што су Црвене бригаде, линија фронта и фракција Црвене армије такође су се бавили комунистичким тероризмом. Ове групе су спроводиле терористичке акције у нади да ће инспирисати масе да устану и започну револуцију за рушење постојећих политичких и економских система. Овај облик тероризма се понекад може назвати црвеним тероризмом или левим тероризмом.
Крај Хладног рата и распад Совјетског Савеза су заслужни за значајно смањење овог облика тероризма .

## Историја
Тридесетих година 20. века, термин „комунистички тероризам“ користила је Нацистичка партија у Немачкој као део пропагандне кампање за ширење страха од комунизма. Нацисти су за пожар Рајхстага окривили комунистички тероризам, који су искористили као изговор да донесу законе којима се личне слободе немачких грађана укидају. Током 1940-их и 1950-их, разне земље југоисточне Азије, као што су нпр. Филипини и Вијетнам, били су сведоци успона комунистичких група које се баве тероризмом. Џон Слокум је тврдио да су комунисти у данашњој Малезији користили тероризам да би скренули пажњу на своја идеолошка уверења, али је Филип Дири узвратио да су малезијски побуњеници названи комунистичким терористима само као део пропагандне кампање.
Шездесетих година 20. века, кинеско-совјетски раскол довео је до значајног повећања терористичке активности у региону. У тој деценији су разне терористичке групе започеле операције у Европи, Јапану и Америци. Јона Александер је ове групе сматрао борбеним комунистичким организацијама (ФЦО) и каже да су изашле из покрета студентских синдиката протестујући против рата у Вијетнаму. У западној Европи, акције ових група биле су познате као евротероризам. Оснивачи ФЦО-а су тврдили да је насиље неопходно за постизање њихових циљева, а да је мирни протест и неефикасан и недовољан да се они постигну. Седамдесетих година 20. века у Турској је деловало око 50 марксистичких или лењинистичких група, а у Италији је деловало око 225 група. Групе су такође започеле операције у Ирској и Уједињеном краљевству. НАТО и италијанске, немачке и британске владе сматрале су ове групе великом претњом. Комунистички тероризам није уживао пуну подршку свих идеолошки наклоњених група. Комунистичка партија Италије, на пример, осудила је такву активност .

## Позадина
Док је Владимир Лењин осуђивао тероризам који су практиковали социјалистички револуционари и противио се убиству владара, он је такође подржавао терор као оруђе и сматрао масовни терор стратешким и ефикасним методом за унапређење револуционарних циљева . Према Лаву Троцком, Лењин је истицао апсолутну неопходност терора и још 1904. Лењин је рекао: „Диктатура пролетаријата је апсолутно бесмислен израз без јакобинске принуде.“  Године 1905. Лењин је управљао члановима СантПетербургски „борбени комитет“ за вршење дела пљачке, паљевине и других терористичких аката .
Не слажу се сви научници око Лењиновог става према тероризму. Јоан Вите тврди да се противио тој пракси осим када су је користиле партија и Црвена армија након 1917. године . Она такође сугерише да се он противио употреби тероризма као безумног чина, али је подржавао његову употребу у циљу унапређења комунистичке револуције. Цалианд и Блин тврде да је Лењин заговарао масовни терор, али се противио неуредним, неорганизованим или ситним терористичким актима. Према Ричарду Дрејку, Лењин је одустао од било каквог оклевања да користи терористичку тактику до 1917. године, верујући да сваки отпор комунистичкој револуцији треба да се суочи са максималном снагом. Дрејк тврди да је терористичка намера у Лењиновом програму била непогрешива, као што је признао Троцки у својој књизи Тероризам и комунизам: одговор, објављеној 1918. године. Троцки је у књизи дао разрађено оправдање за употребу терора, рекавши: „Човек који у принципу одбацује тероризам, односно одбацује мере сузбијања и застрашивања према одлучној и оружаној контрареволуцији, мора да одбаци све идеје о политичкој надмоћи радничке класу и њену револуционарну диктатуру.“ Оправдање Троцког углавном почива на критици употребе термина „тероризам“ да се опише сво политичко насиље у име левице, али не и једнако злобно политичко насиље које спроводе либералне или реакционарне фракције .
Научници на левици тврде да, иако је историјски запис да су комунистички покрети понекад користили насиље, ознака „тероризма“ се несразмерно користи у западним медијским изворима да се односи на сво политичко насиље које користи левица, док је исто тако насилно тактике које користе Сједињене Државе и њихови савезници остају непроверене .

## Примери

### Бугарска
Напад на цркву Свете Недеље 16. априла 1925. починила је група из Бугарске комунистичке партије (БКП). Они су дигли у ваздух кров цркве Свете Недеље у Софији, Бугарска. Погинуло је 150 људи, а око 500 је повређено.

### Камбоџа
Камбоџански геноцид који су починили Црвени Кмери, који је довео до смрти око 1,7 милиона до 2,5 милиона људи, Џозеф С. Туман је описао као терористички чин.

### Кина
Бењамин А. Валентино је проценио да су злочини које су починили и националистичка влада и Кнеска комунистичка партија током Кинеског грађанског рата довели до смрти између 1,8 милиона и 3,5 милиона људи између 1927. и 1949. године. Крајем 1940-их, Стејт департмент Сједињених Држава је известио да је после Другог светског рата комунистички тероризам – укључујући пљачке, масакре и присилно регрутовање у милиције – у Кини превазишао акције царског Јапана.

### Индонезија
Комунистичка партија Индонезије је била ангажована у ономе што се сматрало терористичким актом током комунистичке побуне 1948. године, као и неуспелог покушаја државног удара 1965. године. КПИ је трансформисана у легалну странку која је отворено деловала унутар земље и одбацила оружану борбу. Наводни покушај државног удара кулминирао је насилном антикомунистичком чистком и каснијом променом режима у десничарску војну диктатуру након чистки .

### Јапан
Крајем 1960-их, јапански комуниста Фусако Шингенобу формирао је милитантну терористичку групу Црвене армије Јапана. Њихов циљ је био да покрену светску комунистичку револуцију употребом тероризма. Починили су више напада на амбасаде, отмице авиона, бомбашке нападе и узимање талаца. Они су били одговорни за масакр на аеродрому Лод 1972. године, у којем је 26 људи убијено, а 79 повређено. 1988. године, припадници ЦАЈ детонирали су ауто-бомбу испред рекреативног објекта УСО у Напуљу у којој су убијена 4 италијанска цивила, 1 америчка службеница и рањено 15 других људи .
Чланови ЦАЈ спојили су се са члановима Револуционарне левице да би формирали Уједињену Црвену армију, која је постала позната по инциденту Асама-Сансо, једнонедељном сукобу са полицијом након што је група убила четрнаест својих чланова .

### Перу
Блистава стаза је 1969. године основао професор маоистичке филозофије Абимаел Гузман као одвајање од Комунистичке партије Перуа. Када је 1980. године перуанска влада одржала изборе по први пут у 12 година, Схининг Патх је одбио учешће, уместо да је објавио герилски рат против владе. Учествовали су у делима као што су атентати, бомбардовање, одсецање глава, масакри, као и каменовање жртава до смрти, или кување људи живих. Гузман је ухапшен 1992. и осуђен на доживотни затвор под оптужбом за тешки тероризам и убиство.
Сјајни пут се сматра терористичком организацијом од стране Перуа, Јапана, Сједињених Држава, Европске уније и Канаде, од којих сви сходно томе забрањују финансирање и другу финансијску подршку групи.

### Филипини
Нова народна армија (НПА) основана 1969. године описана је као трећа највећа терористичка група која делује на Филипинима. Група је извршила нападе између 1987. и 1992. пре него што је ушла у паузу. Између 2000. и 2006. извели су додатна 42 напада.НПА је означена као терористичка група од стране Филипина, Сједињених Држава, Европске уније и Новог Зеланда .

### Родезија
У Родезији (преименованој у Зимбабве 1980.), током Бушовог рата 1970-их, влада је сматрала герилце који су деловали у земљи комунистичким терористима. Дотичне организације добиле су ратни материјал и финансијску подршку бројних комунистичких земаља, а обучавале су се и у неколико истих земаља, укључујући Совјетски Савез, Кину и Кубу. Обе герилске армије укључене у рат — Народна револуционарна армија Зимбабвеа (ЗИПРА) Афричке народне уније Зимбабвеа (ЗАПУ) и Афричка национална ослободилачка армија Зимбабвеа (ЗАНЛА) придружене Афричкој националној унији Зимбабвеа (ЗАНУ) — у почетку су биле базиране у области Лусаке у Замбији, тако да буде на ударној удаљености од Родезије. ЗАНУ и ЗАНЛА су преместили своје базе у провинцију Тете у Мозамбику око 1972. и тамо су се налазили до краја рата 1979. ЗИПРА је остала у Замбији. У складу са маоистичком идеологијом коју заступа њена матична организација ЗАНУ, ЗАНЛА је користила кинеску маоистичку тактику.

### Совјетски Савез
Након Октобарске револуције 1917. године, употреба тероризма за покоравање људи је карактерисала нови комунистички режим . Историчарка Ана Гајфман изјавила је да је то „очигледно у самом пореклу режима“. Процењује се да је 17.000 људи умрло као резултат почетне кампање насиља познате као Црвени терор. Лењин је изјавио да његова „јаковска партија никада неће одбацити терор, нити би то могла да учини“, позивајући се на Јакобијанску владавину терора 1793–1794 као модел за бољшевички црвени терор. Феликс Џержински, оснивач Чеке (совјетске тајне полиције), широко је користио терористичку тактику, посебно против сељака који су одбијали да предају своје жито влади. Приликом покретања Нове економске политике (НЕП) Лењин је изјавио: „Погрешно је мислити да је НЕП окончао тероризам. Вратићемо се тероризму, и то ће бити економски тероризам“.

### Јужна Африка
Током ере апартхејда у Јужној Африци, влада Афричке националне партије сматрала је АНЦ и њено војно крило ТЕРОРИСТИМА, Умкхонто ве Сизве, комунистичким терористима. Као резултат тога, влада је увела низ закона, као што је Закон о сузбијању комунизма, који је дефинисао и забранио организације и људе које је влада сматрала комунистичким. Влада је 1967. године прогласила Закон о тероризму, који је терористичке акте прогласио законским злочином и спровео притвор на неодређено време за оне који су заробљени .

### Вијетнам
Током Другог светског рата, комуниста Вијетмин су водили герилску кампању коју је предводио Хо Ши Мин против јапанских окупационих снага и, након предаје Јапана, против француских колонијалних снага. Ова побуна се наставила све до 1954. године када је Вијетмин еволуирао у Вијетконг (ВЦ), који се борио и против владе Јужног Вијетнама и америчких снага. Ове кампање су укључивале тероризам који је резултирао смрћу хиљада људи. Иако је 1954. потписано примирје између Вијет Мина и француских снага, терористичке акције су настављене. Керол Винклер је написала да је 1950-их, тероризам Вијетконга био раширен у Јужном Вијетнаму, са политичким лидерима, шефовима провинција, наставницима, медицинским сестрама, лекарима и припадницима војске. Између 1965. и 1972. терористи Вијетконга су убили преко 33.000 људи и отели још 57.000. Терористичке акције у Сајгону Нгхиа М. Во је описао као „дуге и убилачке“. У овим кампањама, јужновијетнамски премијер Тјан Ван Хуонг био је мета покушаја атентата; само 1964. Вијетконг је извршио 19.000 напада на цивилне циљеве.
Историчар и бивши аналитичар америчког Стејт департмента Даглас Пајк назвао је масакр у Хуе једном од најгорих комунистичких терористичких акција у Вијетнамском рату. Процене губитака у масакру наводе се до 6.000 мртвих . Војска Сједињених Држава је забележила да је убијено „3800 убијених у Хуа и околини, 2786 потврђених масакрираних цивила, 2226 цивила пронађених у масовним гробницама и 16 не-вијетнамских цивила убијених.“ Док неки историчари тврде да се већина ових смрти догодила као смртни случај. као резултат америчког бомбардовања у борби за поновно заузимање града, велика већина мртвих пронађена је у масовним гробницама ван града. Бењамин А. Валентино процењује укупан број смртних случајева између 45.000 и 80.000 људи између 1954. и 1975. од тероризма Вијетконга.